# Pseudochalcothea spathulifera
Pseudochalcothea spathulifera är en skalbaggsart som beskrevs av Bates 1889. Pseudochalcothea spathulifera ingår i släktet Pseudochalcothea och familjen Cetoniidae. Inga underarter finns listade i Catalogue of Life.